# Шевчук Сергій Миколайович
Сергій Шевчук (нар. 18 червня 1985, Макарів, Київська область, УРСР) — український футболіст, півзахисник команди «Колос-2» (Ковалівка).

## Клубна кар'єра
У дорослому футболі дебютував 2004 року виступами за «Система-Борекс», за яку став виступати в Першій лізі.
Своєю грою за цю команду привернув увагу представників тренерського штабу «Шахтаря» (Донецьк), до складу якого приєднався на початку 2004 року, проте відразу був відданий до «Шахтаря-2». Відіграв за дублерів донецького клубу наступні два з половиною сезони своєї ігрової кар'єри. Більшість часу, проведеного у складі другої команди донецького «Шахтаря», був основним гравцем команди. Після того, як клуб «Шахтар-2» був розформований, перейшов у «Шахтар-3», де провів наступні півтора сезони.
На початку 2008 року був відданий в оренду до «Зорі»., у складі якої провів три з половиною сезони, після чого знову на правах оренди приєднався до «Іллічівця».
11 січня 2012 року підписав повноцінний контракт з «Іллічівцем». Матч 28-го туру чемпіонату України з футболу сезону 2013—2014 став для Сергія 100-й у його кар'єрі. В тому протистоянні проти київського Динамо гравець вийшов в стартовому складі.. Виступав за маріупольський клуб до кінця сезону 2014/15, за результатами якого «Іллічівець» зайняв останнє місце в Прем'єр-лізі і вилетів в Першу лігу.
В червні 2015 року підписав контракт з російським клубом «Сокіл» (Саратов) з ФНЛ. Відіграти за саратовську команду 34 матчів у другому російському дивізіоні.
З 2015 року — гравець клубу «Тамбов». У січні 2019 року перейшов на правах оренди в «Пюнік».
2020 року став виступати на аматорському рівні і спочатку грав за «Джуніорс» (Шпитьки), а у 2022 році став гравцем аматорського «Штурма» з Іванкова.

## Виступи за збірну
2005 року залучався до складу молодіжної збірної України. На молодіжному рівні зіграв у 5 офіційних матчах.

## Статистика
Станом на 1 квітня 2016 року
| Сезон     | Клуб               | Ліга         | Чемпіонат | Чемпіонат | Кубок | Кубок | Дубль | Дубль | Єврокубки | Єврокубки |
| Сезон     | Клуб               | Ліга         | Ігри      | Голи      | Ігри  | Голи  | Ігри  | Голи  | Ігри      | Голи      |
| --------- | ------------------ | ------------ | --------- | --------- | ----- | ----- | ----- | ----- | --------- | --------- |
| 2003–2004 | «Система-Борекс»   | Перша ліга   | 2         | 0         | 0     | 0     | —     | —     | —         | —         |
| 2003–2004 | «Шахтар-2»         | Перша ліга   | 15        | 2         | —     | —     | —     | —     | —         | —         |
| 2004–2005 | «Шахтар-2»         | Перша ліга   | 25        | 2         | —     | —     | —     | —     | —         | —         |
| 2004–2005 | «Шахтар» (Донецьк) | Вища ліга    | 0         | 0         | 0     | 0     | 8     | 1     | 0         | 0         |
| 2005–2006 | «Шахтар-2»         | Перша ліга   | 31        | 8         | —     | —     | —     | —     | —         | —         |
| 2005–2006 | «Шахтар» (Донецьк) | Вища ліга    | 0         | 0         | 0     | 0     | 5     | 2     | 0         | 0         |
| 2006–2007 | «Шахтар-3»         | Друга ліга   | 4         | 2         | —     | —     | —     | —     | —         | —         |
| 2006–2007 | «Шахтар» (Донецьк) | Вища ліга    | 1         | 0         | 1     | 0     | 29    | 20    | 0         | 0         |
| 2007–2008 | «Шахтар-3»         | Друга ліга   | 1         | 0         | —     | —     | —     | —     | —         | —         |
| 2007–2008 | «Шахтар» (Донецьк) | Вища ліга    | 0         | 0         | 0     | 0     | 12    | 3     | 0         | 0         |
| 2007–2008 | «Зоря»             | Вища ліга    | 8         | 0         | 0     | 0     | 1     | 0     | —         | —         |
| 2008–2009 | «Зоря»             | Прем'єр-ліга | 22        | 1         | 2     | 0     | 5     | 1     | —         | —         |
| 2009–2010 | «Зоря»             | Прем'єр-ліга | 28        | 4         | 1     | 0     | 0     | 0     | —         | —         |
| 2010–2011 | «Зоря»             | Прем'єр-ліга | 13        | 0         | 3     | 0     | 3     | 0     | —         | —         |
| 2011–2012 | «Іллічівець»       | Прем'єр-ліга | 18        | 0         | 1     | 0     | 2     | 0     | —         | —         |
| 2012–2013 | «Іллічівець»       | Прем'єр-ліга | 12        | 0         | 0     | 0     | 7     | 1     | —         | —         |
| 2013–2014 | «Іллічівець»       | Прем'єр-ліга | 13        | 2         | 0     | 0     | 6     | 0     | —         | —         |
| 2014–2015 | «Іллічівець»       | Прем'єр-ліга | 20        | 1         | 2     | 0     | 2     | 0     | —         | —         |
| 2015–2016 | «Сокол» (Саратов)  | ФНЛ          | 25        | 4         | 1     | 0     | 0     | 0     | —         | —         |